# Jože Poklukar
Jože Poklukar (* 30. Januar 1973 in Jesenice) ist ein ehemaliger slowenischer Biathlet.
Jože Poklukar ist ein ausgebildeter Mechaniker, der in Gorje lebt und als Ausbilder für das slowenische Militär tätig ist. Er startete in seiner aktiven Zeit für den SD Gorje. Zunächst war er Skilangläufer, wechselte jedoch 1990 zum Biathlon und lief 1991 erste Rennen. Seit 1992 gehörte er dem slowenischen Nationalkader an. Sein Biathlon-Weltcup-Debüt gab Poklukar 1993 bei einem Sprint in Antholz, den er als 75. beendete. 1994 nahm er erstmals in Lillehammer an Olympischen Winterspielen teil und wurde dort im Sprint 59. Zu Beginn der Saison 1994/95 lief der Slowene in Bad Gastein in einem Sprintrennen auf den sechsten Platz. Es wurde sein erstes und einziges Ergebnis unter den Top Ten eines Weltcup-Rennens und der erste Punktgewinn in dieser Wettkampfserie. Zwei weitere Ergebnisse in den Punkterängen folgten in der Saison. Höhepunkt der Saison wurden Poklukars erste Biathlon-Weltmeisterschaften, die 1995 in Antholz stattfanden. Im Sprint wurde er 63., im Einzel 74. 1996 erreichte er in Ruhpolding Rang 66 im Sprint, 1997 wurde er 64. im Einzel in Osrblie, sowie 14. im Staffelrennen. Bei den Biathlon-Europameisterschaften 1997 in Windischgarsten gewann er im Sprint hinter Andrey Padin die Silbermedaille. Letztes Großereignis auf höchster Ebene wurden die Olympischen Spiele 1998 in Nagano, bei denen Poklukar 16. im Sprint wurde und mit der Staffel Sloweniens den 12. Rang belegte. Es folgten noch mehrere Einsätze bei Europameisterschaften bis in die ersten Jahre des zweiten Jahrtausends. Seit dem Beginn der 2000er Jahre nahm Poklukar vermehrt im Biathlon-Europacup teil, an dessen Rennen er auch zuvor immer wieder teilnahm. In der Saison 2001/02 gewann er in Gurnigel ein Sprintrennen und wurde zweiter hinter Devis Da Canal im darauf basierenden Verfolgungsrennen. Hinzu kommen weitere Podiumsplatzierungen. 2006 bestritt er in Ruhpolding sein letztes Weltcuprennen.
2004 nahm Poklukar in Pokljuka an den Weltmeisterschaften im Bogenbiathlon teil und gewann mit der Staffel Sloweniens an der Seite von Gaber Lah, Andrej Zupan und Matej Krumpestar die Silbermedaille. Zudem startete er seit Beginn der 2000er Jahre vermehrt international in seiner ursprünglichen Disziplin, dem Skilanglauf. So nahm er 2001 in Colchester an den Militärweltmeisterschaften teil und wurde 24. über 15 Kilometer Freistil, 2002 in Kranjska Gora 48., 2005 in Predeal 13. und 2007 in Haanja 50. Einmal trat er im Skilanglauf-Weltcup an. 2002 wurde Poklukar im Freistilsprint 49. Sein Zwillingsbruder Matjaž Poklukar war ebenfalls ein erfolgreicher Biathlet.

## Bilanz im Biathlon-Weltcup
Die Tabelle zeigt alle Platzierungen (je nach Austragungsjahr einschließlich Olympische Spiele und Weltmeisterschaften).
- 1.–3. Platz: Anzahl der Podiumsplatzierungen
- Top 10: Anzahl der Platzierungen unter den ersten zehn (einschließlich Podium)
- Punkteränge: Anzahl der Platzierungen innerhalb der Punkteränge (einschließlich Podium und Top 10)
- Starts: Anzahl gelaufener Rennen in der jeweiligen Disziplin

| Platzierung                               | Einzel | Sprint | Verfolgung | Massenstart | Team | Staffel | Gesamt |
| ----------------------------------------- | ------ | ------ | ---------- | ----------- | ---- | ------- | ------ |
| 1. Platz                                  |        |        |            |             |      |         |        |
| 2. Platz                                  |        |        |            |             |      |         |        |
| 3. Platz                                  |        |        |            |             |      | 1       | 1      |
| Top 10                                    |        | 1      |            |             | 2    | 6       | 9      |
| Punkteränge                               |        | 9      | 1          |             | 2    | 11      | 23     |
| Starts                                    | 34     | 48     | 7          |             | 2    | 11      | 102    |
| Stand: Daten möglicherweise unvollständig |        |        |            |             |      |         |        |